# Lew Łoban
Lew Michajłowicz Łoban, ros. Лев Михайлович Лобан (ur. ?, zm. 22 października 1943 w Piastowie) – rosyjski wojskowy (sztabsrotmistrz), emigracyjny działacz wojskowy, członek Sondestab „R” podczas II wojny światowej.
Służył w wojskach białych na południu Rosji. Był oficerem w Pułku Husarskim. W 1920 na Krymie pełnił funkcję adiutanta dowódcy rejonu umocnionego Kercz. Doszedł do stopnia sztabsrotmistrza. W połowie listopada tego roku został, wraz z wojskami białych, ewakuowany do Gallipoli. Na emigracji zamieszkał w Polsce. Był członkiem bojowej organizacji generała Kutiepowa. Podczas okupacji niemieckiej wszedł w skład Sonderstab „R” Borisa Smysłowskiego. 22 października 1943 w Piastowie pod Warszawą został zabity przez członków polskiego ruchu oporu.